# Kintaro

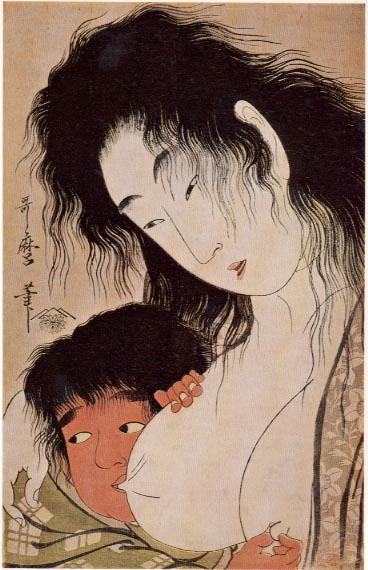
Yama-Uba och Kintaro (med en sakekopp). Träsnitt av Utamaro

Kintaro var i japansk mytologi en hjälte med övernaturlig styrka.
Kintaro kallades "den gyllene gossen" efter sin hudfärg och blev med tiden en stilig hovman och monsterdödare.